# Nuaillé-d'Aunis
Nuaillé-d'Aunis é uma comuna francesa na região administrativa da Nova Aquitânia, no departamento de Charente-Maritime. Estende-se por uma área de 16,47 km². Em 2010 a comuna tinha 1 155 habitantes (densidade: 70,1 hab./km²).